# Zhilova (inslagkrater)
Zhilova is een inslagkrater op de planeet Venus. Zhilova werd in 1985 genoemd naar de Russische astronome Maria Zhilova (1870-1934).
De krater heeft een diameter van 53 kilometer en bevindt zich in het quadrangle Atalanta Planitia (V-4) in de Tethus Regio en ten noorden van Nightingale Corona.